# Vidovdan
Il Vidovdan (in serbo Видовдан?) è la ricorrenza religiosa in cui si celebra la memoria del martirio di San Vito, osservato dalla Chiesa ortodossa serba e da quella bulgara nel giorno del 15 giugno del Calendario giuliano, corrispondente al 28 giugno del Calendario gregoriano. In Bulgaria è chiamato Vidovden (in bulgaro Видовден?) o Vidov Den (Видов ден) e la sua particolarità è ben conosciuta soprattutto nella parte occidentale del paese.
Il Vidovdan è anche data di una certa importanza storica:
- il 28 giugno 1389 la tradizione religiosa e nazionale vuole che la Serbia abbia combattuto contro l'Impero ottomano nella Battaglia di Kosovo Polje.
- il 28 giugno 1914 ha luogo l'attentato di Sarajevo che vide l'uccisione dell'arciduca Francesco Ferdinando erede al trono dell'Impero austro-ungarico e di sua moglie Sofia a Sarajevo; è la miccia che farà scoppiare la prima guerra mondiale.
- il 28 giugno 1919 viene firmato il Trattato di Versailles, mettendo fine alla prima guerra mondiale.
- il 28 giugno 1921 il Re serbo Alessandro I di Jugoslavia promulga la Costituzione del Regno dei Serbi, Croati e Sloveni, passata alla storia come la Costituzione del Vidovdan (Vidovdanski ustav.)
- il 28 giugno 1948 il Cominform pubblica, su iniziativa dei delegati del suo Soviet: Shdanov, Malenkov e Suslov, la "Risoluzione sullo stato della Lega dei Comunisti di Jugoslavia", condannandone la loro "leadership" - ciò comportò la rottura finale tra Unione Sovietica e Jugoslavia.
- il 28 giugno 1989, nel 600º anniversario della Battaglia di Kosovo Polje, il leader serbo Slobodan Milošević tiene il famoso discorso sull'origine serba del luogo dove è stata combattuta la storica battaglia.
- il 28 giugno 1990 un progetto di revisione della Costituzione Croata, che elimina il riferimento ai Serbi come popolo costitutivo della costituenda nazione di Croazia, viene rivelato dal Presidente croato Franjo Tuđman.
- il 28 giugno 2001 il vecchio leader Milošević viene trasferito in stato di arresto presso L'Aia per affrontare il processo per crimini contro l'umanità (Milošević morirà in prigione nel 2006).
- il 28 giugno 2006 il Montenegro viene proclamato 192º Stato membro delle Nazioni Unite.